# Max-Brauer-Schule
Die Max-Brauer-Schule (Abkürzung MBS) ist eine Stadtteilschule im Hamburger Bezirk Altona, die nach dem Politiker und Hamburger Bürgermeister Max Brauer benannt wurde.
Die Schule ist Mitglied im Schulverbund Blick über den Zaun, einem Zusammenschluss reformpädagogisch orientierter Schulen. Zudem ist sie eine Club-of-Rome-Schule.
Etwa 1300 Schüler besuchen die Schule, davon etwa 240 in der Primarstufe.

## Lage
Die Schule verfügt über zwei Standorte, die in den Ortsteilen Ottensen und Bahrenfeld etwa fünf Gehminuten voneinander entfernt liegen.

## Geschichte
1979 wurde aus der vormaligen Grund-, Haupt- und Realschule eine Gesamtschule. Seit 1992 besitzt sie einen angegliederten Aufbaugymnasialzweig. Nach einer Schulreform in Hamburg ist die Max-Brauer-Schule seit dem 1. August 2010 eine Stadtteilschule.
Seit 2005 bietet die Schule statt Fachunterricht in 45-Minuten-Sequenzen das Lernen im Lernbüro, in Projekten und Werkstätten an. Im Lernbüro plant jeder Schüler gemeinsam mit dem Lehrer das eigene Lernvorhaben und reflektiert dies mit Hilfe von Kompetenzrastern.
Die Schule legt einen besonderen Schwerpunkt auf die Integration von Schülern, die in sozialer, kultureller und ethnischer Hinsicht sehr unterschiedlich sind. Von den etwa 1300 Schülern haben etwa 200 keinen deutschen Pass. Etwa 240 Schüler besuchen die dreizügige Primarstufe.

## Auszeichnungen
- 1998: Umweltschule in Europa, 2021 haben 60 Schulen in Hamburg den Titel „Umweltschule“[3]
- 2003: Theodor-Heuss-Medaille, eine von sechs Medaillen für Schulen in ganz Deutschland im Jahr der Auszeichnung
- 2006: Deutscher Schulpreis, im Jahr der Auszeichnung einer von fünf Preisträgern in Deutschland